# 2021年のオートレース
2021年のオートレースでは、2021年のオートレースの結果および関連するできごとについて記述する。
2020年のオートレース - 2021年のオートレース - 2022年のオートレース

## できごと
- 9月26日 - 青山周平が全日本選抜オートレースで初優勝、史上6人目のグランドスラムを達成[1]。

## 競走結果

### SG
2021年度のスーパーグレードレース
| 大会名                   | 優勝戦開催日 | 開催地 | 選手       | 年齢 | 所属   | 備考      |
| ------------------------ | ------------ | ------ | ---------- | ---- | ------ | --------- |
| オールスターオートレース | 4月29日      | 川口   | 鈴木圭一郎 | 26   | 浜松   | 通算2回目 |
| オートレースグランプリ   | 8月15日      | 伊勢崎 | 篠原睦     | 44   | 飯塚   |           |
| 全日本選抜オートレース   | 9月26日      | 飯塚   | 青山周平   | 36   | 伊勢崎 |           |
| 日本選手権オートレース   | 11月7日      | 浜松   | 鈴木圭一郎 | 27   | 浜松   | 通算3回目 |
| スーパースター王座決定戦 | 12月31日     | 川口   | 青山周平   | 37   | 伊勢崎 | 通算4回目 |